# Exetastes rufiventris
Exetastes rufiventris är en stekelart som beskrevs av Meyer 1929. Exetastes rufiventris ingår i släktet Exetastes och familjen brokparasitsteklar. Inga underarter finns listade i Catalogue of Life.